# 古网迹
古网迹（学名：Paleodictyon）是一类六边形（少数有四至八边形）的网孔状遗迹化石，是地理分布最广泛、存续时间最长的遗迹类群之一，它们自寒武纪至现代均有发现，化石遍布七大洲，现存遗迹发现于太平洋和大西洋。该遗迹属由Giuseppe Giovanni Antonio Meneghini首次描述于1850年，其造迹生物不明，但有若干种可能的假说。
古网迹最早发现于早寒武世，生活在浅海环境中，后于早奧陶世迁移至深海。早期的古网迹相对简单，后来逐渐变得规则，垂直出口最早在白垩纪出现。

## 造迹生物
古网迹最早被认为是藻类、海绵、珊瑚、苔藓虫或软体动物的遗迹，或认为其起源于鱼类的鳞片或两栖动物，也有学者认为它们与生物无关，而是因为泥裂或海水的波动及气泡等因素形成的，但对现存遗迹的研究没有发现粪粒、介壳或DNA等。

## 分类
该遗迹属包含32个古遗迹种和2个现存遗迹种，另有若干物种未定的化石，现存的两个分别是Paleodictyon nodosum和P. tripatens，其中前者最早作为始新世的化石物种被描述，主要发现于太平洋和大西洋的大洋中脊系附近。部分物种如下：
- 富平古网迹 Paleodictyon fupingensis Yang, 1986
- 陕西古网迹 Paleodictyon shaanxiensis
- 思陶儿兹古网迹 Paleodictyon strozzi Meneghini, 1850
- 规则古网迹 Paleodictyon regulare (Sacco, 1888)
- 微型古网迹 Paleodictyon miocenicum Sacco, 1888
- 微小古网迹 Paleodictyon minimum Sacco, 1888
- 阿里古网迹 Paleodictyon ngariensis Yang et Song, 1985
- 大型古网迹 Paleodictyon majus Meneghini, 1850
- 喀尔巴阡古网迹 Paleodictyon carpathicum Matyaovszky, 1977
- 乌海古网迹 Paleodictyon (Megadictyon) wuhaiensis
- 不完整古网迹 Paleodictyon (Megadictyon) imperfactum Seilacher, 1977
- 拟不完全古网迹 Paleodictyon (Megadictyon) paraimperfactum Yang et Song, 1985
- 赵老峪古网迹 Paleodictyon (Megadictyon) zhaolaoyuensis
- Paleodictyon (Megadictyon) muelleri Kozur et al., 1996
- Paleodictyon gomezi Azpeitia Moros, 1933
- Paleodictyon italcum Vyalov et Golev, 1965
- Paleodictyon tenue Koriba et. Miki, 1939